# Aartselaar
Aartselaar (nederländskt uttal: [ˈaːrtsəlaːr], äldre namn: Aertselaer) är en kommun i provinsen Antwerpen i regionen Flandern i Belgien. Kommunen har cirka 14 427 invånare (2020).